# ستيفن هندري
ستيفن جوردون هندري (بالإنجليزية: Stephen Hendry)‏ (13 يناير 1969) هو لاعب سنوكر إسكتلندي محترف سابق وفاز ببطولة العالم للسنوكر سبع مرات في الأعوام 1990 - 1992 - 1993 - 1994 - 1995 - 1996 - 1999.

## عن حياته
في عام 1985 أصبح هندري أصغر لاعب سنوكر محترف حيث كان يبلغ من العمر 16 عاما، وفي عام 1990 كان أصغر بطل عالمي للسنوكر حيث كان عمره 21 سنة. 

## الإعتزال
في مايو 2012 تقاعد من الرياضة للتركيز على أعماله التجارية، ويعمل أيضا كمعلق لقناة بي بي سي وإيتف.

## روابط خارجية
- ستيفن هندري على موقع IMDb (الإنجليزية)
- ستيفن هندري على موقع الموسوعة البريطانية (الإنجليزية)
- ستيفن هندري على موقع CueTracker.net (الإنجليزية)
- ستيفن هندري على موقع بطولة العالم للسنوكر (الإنجليزية)
- ستيفن هندري على موقع اللجنة الأولمبية الصينية (الإنجليزية)